# Lupinus hornemanni
Lupinus hornemanni är en ärtväxtart som beskrevs av Jacob Georg Agardh. Lupinus hornemanni ingår i släktet lupiner, och familjen ärtväxter. Inga underarter finns listade i Catalogue of Life.